# Paulo Fernando Craveiro

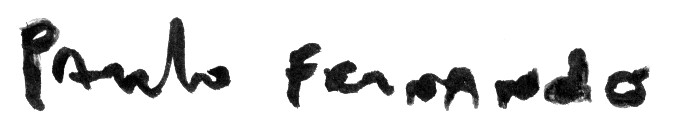
Firma del Craveiro

Paulo Fernando Craveiro (Monteiro, 11 agosto 1934) è uno scrittore, giornalista, poeta, critico d'arte ed editorialista brasiliano.

## Biografia
Figlio di Alfredo Craveiro Costa Leite (avvocato, procuratore, poeta e giornalista) e Maria José Niceas Leite, Paulo Fernando Craveiro è nato il 11 agosto 1934, alle Alagoa do Monteiro, oggi la città di Monteiro, Paraíba, Brasile. Quando aveva tre mesi, è venuto con la sua famiglia a vivere a Recife, Pernambuco. Ha studiato presso la Scuola di Legge di Recife (Faculdade de Direito do Recife). Ha studiato lo stile letterario della Facultad de Filosofía presso la Universidad de Madrid, ha vinto il Premio Giornalistico Carlos Septien, creato dall'Istituto di Cultura Ispanica di Madrid, frequentato lezioni di teoria politica alla George Washington University e si perfeziona in giornalismo presso la Fondazione Thomson in Galles. Per molti anni ha scritto per giornali.
Ha iniziato la sua carriera professionale come annunciatore della radio e per la carriera giornalistica in televisione è stato ospite di "Un Uomo Chiamato Notizia" (A Man Called News), in cui le notizie del giorno ed era sempre finita la presentazione con la celebre frase "la testa tra le nuvole, nessuno si è fatto di ferro".
Segue una breve carriera politica immediata quando era Capo di Stato Maggiore dello Stato di Pernambuco, nell'era del Governatore Nilo Coelho (1967-1971). In questa occasione, ha avuto l'opportunità di ricevere o di cicerone della visita della Regina Elisabetta II del Regno Unito, insieme con il Principe Filippo.
Come giornalista ha girato il mondo varie volte, e poi ha descritto la sua visione attraverso cronache e articoli di giornale su vari angoli del mondo.

## Opere
| Titolo                   | Anno        | Categoria |
| ------------------------ | ----------- | --------- |
| O Homem Só               | 1959        | Cronaca   |
| Prefácio da Cidade       | 1961        | Cronaca   |
| A Mulher no Silêncio     | 1964        | Cronaca   |
| A Voz Escrita            | 1968        | Poesia    |
| A Fábula da Guerra       | 1970        | Cronaca   |
| O Pintor de Fêmeas       | 1976 e 1977 | Poesia    |
| As Sandálias do Tempo    | 1978        | Cronaca   |
| Prefácio da Cidade       | 1991        | Cronaca   |
| Os Olhos Azuis da Sombra | 2004        | Romanzo   |
| O Último Dia do Corpo    | 2005        | Romanzo   |
| Pássaro Feito de Pó      | 2007        | Cronaca   |
| Boa Terra de Ódios       | 2007        | Romanzo   |
| O Boneco Íntimo          | 2009        | Romanzo   |

## Siti quattro
- O Boneco Íntimo blog, su obonecointimo.blogspot.com.
- Sito ufficiale di Paulo Fernando Craveiro, su paulocraveiro.com.

## Riferimenti
- L'articolo sulla visita della Regina Elisabetta (in portoghese) http://www.diariodepernambuco.com.br/2009/07/31/especial15_0.asp, su diariodepernambuco.com.br. URL consultato il 22 giugno 2010 (archiviato dall'url originale il 10 settembre 2009).
- O Boneco Ínitimo blog https://obonecointimo.blogspot.com/, su obonecointimo.blogspot.com.

| Controllo di autorità | VIAF (EN) 268613162 · ISNI (EN) 0000 0003 8334 1590 · LCCN (EN) n90675788 · GND (DE) 131594591 |